# تشانغ شين
تشانغ شين (بالصينية: 張鑫) هي متزحلقة حرة صينية، ولدت في 4 أغسطس 1985 في آنشان في الصين.

## وصلات خارجية
- تشانغ شين على موقع الاتحاد الدولي للتزلج (التزلج الحر) (الإنجليزية)
- تشانغ شين على موقع اللجنة الأولمبية الدولية (الإنجليزية)
- تشانغ شين على موقع أوليمبيديا (الإنجليزية)